# 伽马蜡烷
伽马蜡烷（英語：Gammacerane）是一种五环三萜化合物结构母体，分子式为C30H52，带有五个六元环。其衍生物有四膜虫醇（伽马蜡烷-3β-醇）等，这些衍生物经过数百万年的成岩作用形成伽马蜡烷，可作为石油中的生物标志物来研究石油的构成。